# Radosław Romanik
Radosław Romanik (Kamienna Góra, 16 januari 1967) is een voormalig wielrenner uit Polen. Hij was actief als beroepsrenner van 2001 tot 2012. Romanik vertegenwoordigde zijn vaderland bij de Olympische Spelen in 2004 (Athene).

## Belangrijkste overwinningen
1992
- Proloog deel B Ronde van Polen

1993
- Eindklassement Bałtyk-Karkonosze-Tour

1994
- Eindklassement Baltyk-Karkonosze-Tour

1995
- Eindklassement Baltyk-Karkonosze-Tour

1996
- Eindklassement Baltyk-Karkonosze-Tour

2000
- 5e etappe deel A Baltyk-Karkonosze-Tour

2001
- 7e etappe Baltyk-Karkonosze-Tour
- Pools kampioen op de weg, Elite

2002
- Eindklassement Ronde van Malopolska
- Szlakiem walk mjr. Hubala
- Eindklassement Koers van de Olympische Solidariteit

2003
- 4e etappe Ronde van Malopolska

2004
- 4e etappe Ronde van Beauce

2005
- 5e etappe Baltyk-Karkonosze-Tour
- Eindklassement Baltyk-Karkonosze-Tour
- 2e etappe Ronde van Malopolska
- Beker van de Subkarpaten

2006
- 4e etappe deel A Ronde van Slowakije
- Eindklassement Ronde van Slowakije

2007
- 6e etappe Baltyk-Karkonosze-Tour

2008
- Eindklassement Baltyk-Karkonosze-Tour

2010
- 7e etappe Baltyk-Karkonosze-Tour

## Grote rondes
Eindklasseringen in grote rondes, met tussen haakjes het aantal etappeoverwinningen.
| Jaar | Ronde van Italië | Ronde van Frankrijk | Ronde van Spanje |
| ---- | ---------------- | ------------------- | ---------------- |
| 2003 | 33e              |                     |                  |